# 2013 en Nouvelle-Écosse
Chronologie de la Nouvelle-Écosse
- 2009
- 2010
- 2011
- 2012
- 2013
- 2014
- 2015
- 2016
- 2017

Cette page concerne des événements d'actualité qui se sont produits durant l'année 2013 dans la province canadienne de la Nouvelle-Écosse.

## Politique

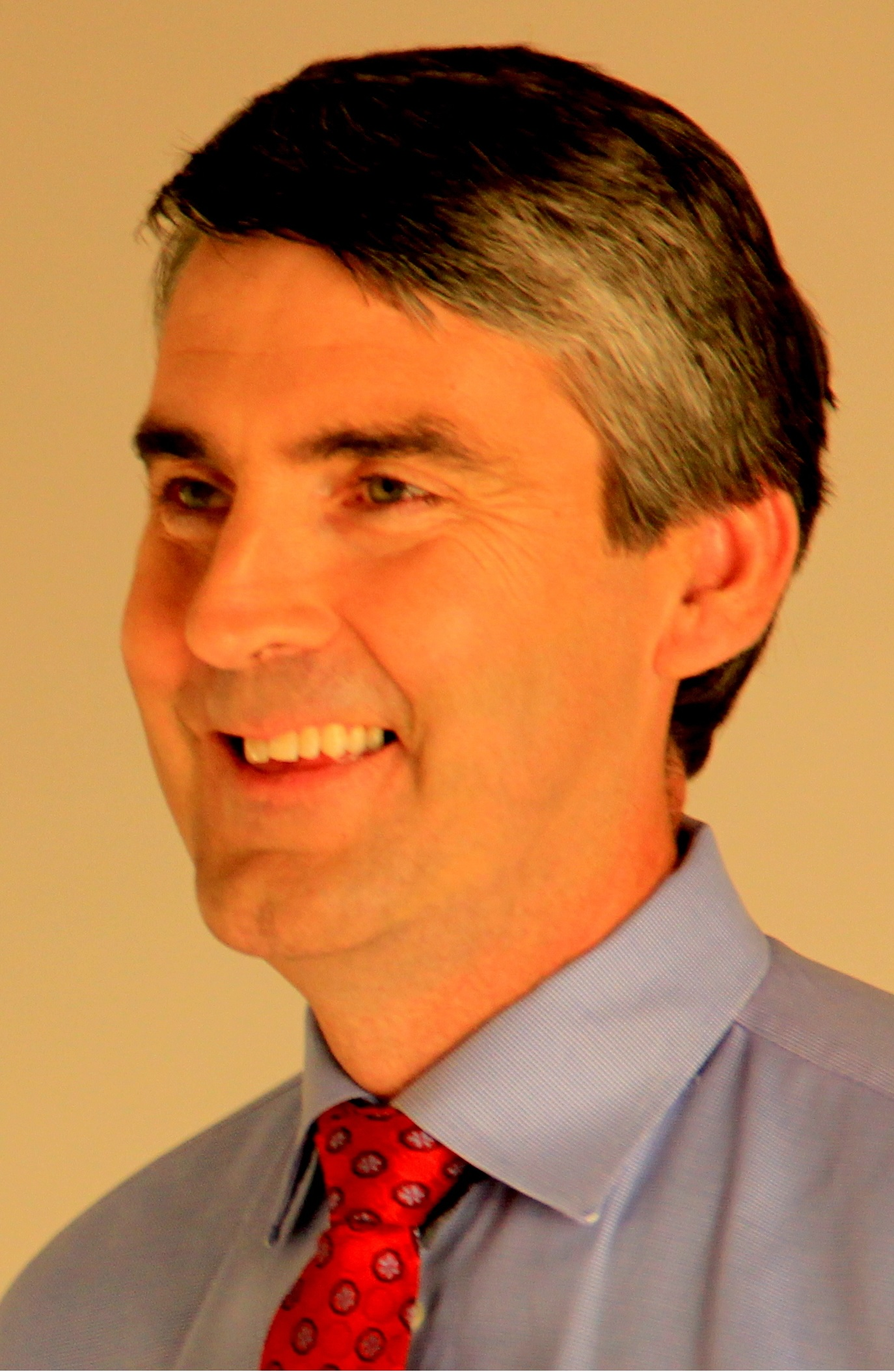
Stephen McNeil

- Premier ministre : Darrell Dexter puis Stephen McNeil
- Chef de l'opposition : Stephen McNeil puis Jamie Baillie (en)
- Lieutenant-gouverneur : John James Grant
- Législature : 61e assemblée générale de la Nouvelle-Écosse puis 62e assemblée générale de la Nouvelle-Écosse

## Événements
- Samedi 7 septembre : le premier ministre Darrell Dexter annonce des élections générales pour le 8 octobre.
- Mardi 8 octobre : élection générale. Les néo-écossais élisent un gouvernement libéral majoritaire dirigé par Stephen McNeil. Les conservateurs forment l'opposition officielle, et les néo-démocrates sont relégués au rang de tiers parti.
- Mardi 22 octobre : Stephen McNeil est assermenté premier ministre de la Nouvelle-Écosse, après sa victoire à l'élection générale.

## Décès

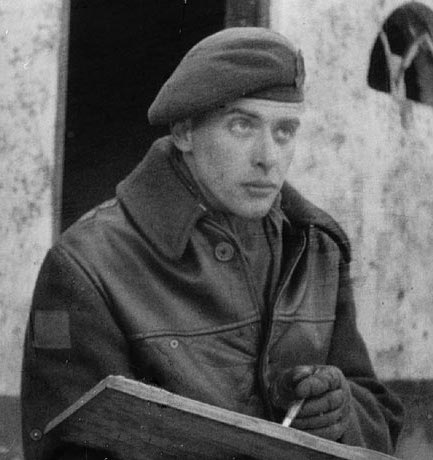
Alex Coville en 1945

- 16 avril : Rita MacNeil, née le 28 mai 1944 à Big Pond en Nouvelle-Écosse et morte à Sydney dans la même province, est une chanteuse canadienne de country et de folk. Ses meilleurs titres sont Flying On Your Own, qui figure dans le Top 40 des charts en 1987 et Working Man, qui atteint la première place des charts au Royaume-Uni en 1990[1].
- 16 juillet : Alex Colville, né le 24 août 1920 à Toronto et mort à Wolfville[2], est un artiste-peintre canadien.